# Журавка (притока Орелі)
Жура́вка — річка в Україні, в межах Самарівського та Дніпровського районів Дніпропетровської області. Ліва притока Орелі (басейн Чорного моря).

## Опис
Довжина 24 км, площа басейну 187 км². Долина коритоподібна. Заплава місцями заболочена. Річище звивисте. Похил річки 0,87 м/км. Влітку річка місцями пересихає. Споруджено декілька ставків.

## Розташування
Журавка бере початок на південний схід від села Юр'ївка (Журівка). Тече переважно на захід. У пониззі перетинає канал Дніпро — Донбас. Впадає до Орелі на захід від села Івано-Яризівка.
Над Журавкою розташовані села: Семенівка, Кущівка, Новостроївка.